# NGC 5167
NGC 5167 (другие обозначения — MCG 2-34-17, ZWG 72.80, IRAS13261+1258, PGC 47277) — спиральная галактика (Sc) в созвездии Дева.
Этот объект входит в число перечисленных в оригинальной редакции «Нового общего каталога».